# Eclipse lunar de 4 de junho de 1993
| Eclipse Lunar Total 4 de junho de 1993 | Eclipse Lunar Total 4 de junho de 1993 |
| --- | -------------------------------------- |
| A Lua cruza entre a parte sul e o centro do cone de sombra da Terra, de oeste para leste (da direita para a esquerda), com o disco lunar bem avermelhado e escuro ao longo da superfície. |                                        |
| Gamma | +0,1638                                |
| Saros (e membro) | 130 (33 de 71)                         |
| Sequência de eclipses lunares |                                        |
| Anterior | 9 de dezembro de 1992                  |
| Próximo | 29 de novembro de 1993                 |
| Duração (hr:mn:sc) |                                        |
| Total | 1:35:48                                |
| Parcial | 3:37:50                                |
| Penumbral | 5:36:20                                |
| Fases e Horários do Eclipse (UTC) |                                        |
| P1 | 10:12:20                               |
| U1 | 11:11:30                               |
| U2 | 12:12:32                               |
| Máximo | 13:00:27                               |
| U3 | 13:48:20                               |
| U4 | 14:49:21                               |
| P4 | 15:48:39                               |

O eclipse lunar de 4 de junho de 1993 foi um eclipse total, o primeiro de dois eclipses totais do ano. Teve magnitude umbral de 1,5617 e penumbral de 2,5532. Sua totalidade teve duração de quase 96 minutos.
A Lua cruzou entre o centro e a parte norte do cone de sombra da Terra, em nodo ascendente, dentro da constelação de Ofiúco.
Durante a totalidade, o disco lunar passou bem na região entre a metade norte e o centro do cone de sombra da Terra, o que tecnicamente caracteriza como um eclipse total central. Dessa forma, a Lua ficou ainda mais escura e vermelha ao longo de toda a superfície, principalmente mais só sul, na altura da cratera Tycho, que estava bem na parte central da umbra. Ou seja, teve uma magnitude umbral relativamente mais alta, com 1,5617 de magnitude.
O eclipse total mais escuro e longo deste ciclo de Saros de número 130 é o Eclipse Total de 26 de junho de 2029.
Os eclipses totais são conhecidos geralmente como Lua de Sangue ou Lua Vermelha, pela tonalidade mais vermelha e escura característicos de um eclipse total.

## Série Saros
Eclipse pertencente ao ciclo lunar Saros de série 130, sendo membro de número 33, num total de 71 eclipses da série. O último eclipse foi o eclipse total de 25 de maio de 1975, e o próximo será com o eclipse total de 15 de junho de 2011.

## Visibilidade
Foi visível na Austrália, Nova Zelândia, Pacífico, Antártida, sudeste da Ásia e faixa oeste das Américas.
| Região do planeta onde o eclipse foi visível durante o máximo da totalidade - 13:00 UTC. A região entre a Austrália e a Nova Zelândia obteve a melhor observação do meio do eclipse, de onde foi visível à meia-noite. |
| Mapa de visibilidade do eclipse |